# Type 055 (lớp tàu khu trục)
Tàu khu trục Type 055 (NATO/OSD định danh tàu tuần dương lớp Nhân Hải) là một lớp tàu khu trục tàng hình mang tên lửa dẫn đường được chế tạo cho Hải quân Trung Quốc (PLAN). Theo cách nói chuẩn của NATO/OSD thì Type 055 được xếp vào loại tàu tuần dương mang tên lửa dẫn đường. Tàu có thiết kế để thực hiện đa nhiệm vụ; sự kết hợp của các cảm biến và hệ thống vũ khí cung cấp vai trò chính là phòng không khu vực, cùng khả năng tác chiến chống ngầm vượt trội hơn so với các tàu chiến mặt nước trước đây của Trung Quốc.
Type 055 thực hiện các nhiệm vụ viễn chinh trên biển và trở thành lực lượng hộ tống chính cho tàu sân bay Trung Quốc. Hoa Kỳ phân loại những con tàu này là tàu tuần dương vì Hải quân Mỹ (USN) định nghĩa tàu tuần dương là tàu chiến mặt nước cỡ lớn đa nhiệm vụ có thể treo cờ soái hạm; điều này cho thấy Mỹ nghĩ rằng Type 055 sẽ thực hiện vai trò tương tự như tàu tuần dương lớp Ticonderoga của USN.

## Phát triển
Hải quân Trung Quốc đã bày tỏ quan tâm đến việc trang bị tàu khu trục cỡ lớn ngay từ cuối thập niên 1960. Năm 1976, một chương trình phát triển tàu chiến có mã số "055" được khởi xướng, nhưng sau đó bị hủy bỏ vào năm 1983 do gặp phải những khó khăn về kỹ thuật bởi tình trạng kém phát triển của ngành công nghiệp Trung Quốc ở thời điểm đó, ví dụ như Trung Quốc không thể tự sản xuất các động cơ tua-bin khí nội địa và cũng không đồng ý với mức giá nhập khẩu động cơ.
Tháng 4 năm 2014, tại khu vực thử nghiệm điện tử hải quân Trung Quốc ở Vũ Hán đã xuất hiện một hình ảnh mô phỏng kích thước đầy đủ cấu trúc thượng tầng của Type 055 với cột buồm tích hợp gắn radar và nhiều thiết bị điện tử khác.
Chiếc đầu tiên trong lớp Type 055 có tên là Nam Xương, bắt đầu được đóng vào năm 2014 tại Nhà máy đóng tàu Giang Nam ở Thượng Hải, đưa vào biên chế ngày 12 tháng 1 năm 2020. Trước khi biên chế, nó xuất hiện lần đầu trước công chúng trong cuộc diễu hành kỷ niệm 70 năm thành lập hải quân Trung Quốc là ngày 23 tháng 4 năm 2019. Vào thời điểm hạ thủy, Nam Xương là một trong những tàu chiến lớn nhất ở Đông Á sau Thế chiến thứ hai.
Lô 8 chiếc đầu tiên được đóng trong giai đoạn 2014-2018, và tất cả đều đưa vào sử dụng cuối năm 2022. Các hình ảnh vệ tinh cho thấy có thêm nhiều thân tàu khác đang được đóng mới, bao gồm hai chiếc ở Đại Liên vào tháng 1 năm 2022, và hai chiếc ở Giang Nam, như một phần của lô 8 chiếc thứ hai (để đạt tổng cộng 16 chiếc nhằm trang bị cho cả ba Hạm đội) theo chương trình mua sắm quốc phòng được quy định trong Kế hoạch 5 năm lần thứ 14 (2021–2025).
Hình ảnh vệ tinh quan sát thấy chiếc thứ 9 và thứ 10 đã được hạ thủy tại Đại Liên và Giang Nam, trong khi chiếc thứ 11 và 12 sắp hoàn thành tại hai nhà máy đóng tàu này.

## Thiết kế

### Tàng hình
Type 055 có phần thân nhô ra ở mạn tàu với các tính năng tàng hình đặc biệt như đầu tàu kín để che giấu điểm thả neo, dây xích mỏ neo và nhiều thiết bị khác. Mũi tàu và sàn tàu được thiết kế tương tự như tàu khu trục Type 052C/D. Phần thượng tầng có cấu trúc nối liền thông suốt làm tăng thể tích bên trong và giảm tiết diện phản xạ sóng radar. Thiết kế đặc biệt của ống khói giúp làm giảm cả tín hiệu hồng ngoại và mặt cắt radar. Các nguồn tin Trung Quốc cho rằng thiết kế này nhìn chung là mang lại khả năng tàng hình, bởi vì các đặc điểm radar, tiếng ồn, hồng ngoại và bức xạ điện từ đều được giảm thiểu.

### Hệ thống động lực
Hệ thống đẩy của Type 055 gồm 4 động cơ tua-bin khí QC-280 có công suất 28 MW, được bố trí kiểu kết hợp khí và khí (COGAG) (kiểu hệ thống động cơ kết hợp 2 tua-bin khí để quay một chân vịt). Ngoài ra, tàu còn trang bị 6 máy phát điện tua-bin khí QD-50 công suất 5 MW.
Tốc độ di chuyển tối đa ước tính là khoảng 30 hải lý/h.

### Hệ thống điện tử
Tài liệu quân sự Trung Quốc cho rằng Type 055 có khả năng "quản lý chỉ huy một nhóm tác chiến và các yếu tố hỗ trợ". Các hệ thống quản lý chiến đấu và chỉ huy-điều khiển của Type 055 có thể so sánh được với nhiều hệ thống hiện đại khác của hải quân Trung Quốc, điều này phản ánh mối quan tâm sâu sắc của nước này trong hơn một thập kỷ về vấn đề tích hợp thông tin từ cuối thập niên 2000.
Nhiều thiết bị cảm biến được đặt bên trong cột buồm tích hợp và phần thượng tầng của tàu. Type 055 có hệ thống radar băng tần kép, gồm 4 tấm mạng quét điện tử chủ động (AESA) Type 346B Dragon Eye băng tần S gắn ở thượng tầng, và bốn tấm băng tần X nhỏ hơn gắn trên cột buồm. Các tấm Type 346B ước tính lớn hơn 40% so với tấm Type 346A trên tàu khu trục Type 052D, giúp cho công suất truyền tín hiệu và độ nhạy lớn hơn. Một số nguồn tin Trung Quốc khẳng định radar có khả năng phát hiện phương tiện tàng hình và có thể sử dụng để dẫn đường tên lửa chống vệ tinh.
Type 055 cũng trang bị radar điều hướng, hệ thống thông tin liên lạc và tình báo, hệ thống hỗ trợ tác chiến điện tử (ESM), hệ thống đối phó điện tử (ECM), cảm biến quang điện (EO), hệ thống cảnh báo laser, máy gây nhiễu quang điện tử và hệ thống liên kết dữ liệu. Các thiết bị này có thể tiên tiến hơn những loại được triển khai trên các tàu trước đó.
Type 055 có một cửa để triển khai sonar quét độ sâu thay đổi và sonar mảng kéo. Mũi tàu phình to có thể gắn một sonar bên trong với kích cỡ lớn hơn so với các tàu chiến mặt nước trước đây của Trung Quốc.

### Hệ thống vũ khí
Vũ khí chính của Type 055 là hệ thống phóng tên lửa thẳng đứng (VLS) với 112 ống phóng, bao gồm 64 ống phía trước và 48 ống phía sau. Hệ thống VLS này được cho là thuộc mô hình tiêu chuẩn kỹ thuật GJB 5860-2006 và cũng được triển khai trên tàu khu trục Type 052D; GJB 5860-2006 có khả năng phóng nóng và phóng lạnh bằng cách sử dụng các hộp đồng tâm. Con tàu có thể sử dụng biến thể VLS dài nhất, với các ống phóng dài 9 mét. Type 055 mang theo tên lửa đất đối không HHQ-9, tên lửa hành trình chống hạm YJ-18, tên lửa hành trình tấn công mặt đất CJ-10, tên lửa chống tàu ngầm, và ngư lôi Yu-7. Ngoài ra, lớp tàu này cũng có tiềm năng nâng cấp để mang theo tên lửa đạn đạo chống hạm.
Vũ khí phụ của tàu bao gồm 1 pháo hạm 130 mm, 1 hệ thống vũ khí tầm gần 11 nòng 30 mm (CIWS), 1 hệ thống phòng không tầm ngắn HHQ-10, giàn phóng ngư lôi 324 mm và hệ thống phóng mồi bẫy. Tàu có một sàn đáp và nhà chứa dành cho 2 trực thăng.

## Những phát triển trong tương lai
Có một số đồn đoán cho rằng các biến thể Type 055 trong tương lai có thể trang bị vũ khí laser hoặc súng điện từ. Vì thiết kế hiện tại không có hệ thống đẩy điện tích hợp nên việc lắp đặt hệ thống này sẽ là điều cần thiết để tàu đáp ứng các yêu cầu về điện trong tương lai.
Năm 2021, Bộ Quốc phòng Mỹ xác định Type 055 là nền tảng phóng dành cho các tên lửa đánh chặn tầm trung trên biển của Trung Quốc trong tương lai, ví dụ như tên lửa chống tên lửa đạn đạo HQ-19.

## Danh sách tàu khu trục Type 055
| Số hiệu | Tên tàu           | Trùng tên                       | Nơi đóng tàu                                            | Đặt lườn | Hạ thủy              | Biên chế             | Hạm đội         | Tình trạng     |
| ------- | ----------------- | ------------------------------- | ------------------------------------------------------- | -------- | -------------------- | -------------------- | --------------- | -------------- |
| 101     | 南昌／Nam Xương   | Thành phố Nam Xương ở Giang Tây | Nhà máy đóng tàu Giang Nam, đảo Trường Hưng, Thượng Hải | 2014     | 28 tháng 6 năm 2017  | 12 tháng 1 năm 2020  | Hạm đội Bắc Hải | Đang hoạt động |
| 102     | 拉萨／Lhasa       | Thành phố Lhasa ở Tây Tạng      | Nhà máy đóng tàu Giang Nam, đảo Trường Hưng             | 2015     | 28 tháng 4 năm 2018  | 2 tháng 3 năm 2021   | Hạm đội Bắc Hải | Đang hoạt động |
| 105     | 大连／Đại Liên    | Thành phố Đại Liên ở Liêu Ninh  | Nhà máy đóng tàu Đại Liên, Liêu Ninh                    | 2016     | 3 tháng 7 năm 2018   | 23 tháng 4 năm 2021  | Hạm đội Nam Hải | Đang hoạt động |
| 106     | 延安 / Diên An    | Thành phố Diên An ở Thiểm Tây   | Nhà máy đóng tàu Đại Liên, Liêu Ninh                    | 2016     | 3 tháng 7 năm 2018   | Tháng 2 năm 2022     | Hạm đội Nam Hải | Đang hoạt động |
| 103     | 鞍山／An Sơn      | Thành phố An Sơn ở Liêu Ninh    | Nhà máy đóng tàu Giang Nam, đảo Trường Hưng             | 2017     | 12 tháng 9 năm 2019  | 11 tháng 11 năm 2021 | Hạm đội Bắc Hải | Đang hoạt động |
| 107     | 遵义 / Tuân Nghĩa | Thành phố Tuân Nghĩa ở Quý Châu | Nhà máy đóng tàu Đại Liên, Liêu Ninh                    | 2017     | 26 tháng 12 năm 2019 | Tháng 11 năm 2022    | Hạm đội Nam Hải | Đang hoạt động |
| 104     | 无锡／Vô Tích     | Thành phố Vô Tích ở Giang Tô    | Nhà máy đóng tàu Giang Nam, đảo Trường Hưng             | 2018     | 9 tháng 5 năm 2020   | Tháng 3 năm 2022     | Hạm đội Bắc Hải | Đang hoạt động |
| 108     | 咸阳 / Hàm Dương  | Thành phố Hàm Dương ở Thiểm Tây | Nhà máy đóng tàu Đại Liên, Liêu Ninh                    | 2018     | 30 tháng 8 năm 2020  | Tháng 12 năm 2022    | Hạm đội Nam Hải | Đang hoạt động |